# Podostroma cornu-damae
Podostroma cornu-damae (en japonés: カエンタケ), también conocido como coral de fuego venenoso, es una especie de hongo de la familia Hypocreaceae. Los cuerpos frutosos del hongo son altamente tóxicos, y la especie ha sido responsable de varias muertes en Japón. El hongo contiene varias micotoxinas de tricoteceno.

## Taxonomía
La especie fue originalmente descrita como Hypocrea cornu-damae por Narcisse Théophile Patouillard en 1895, y más tarde transferida al género Podocrea en 1905 por Pier Andrea Saccardo.
En 1994, los micólogos japoneses Tsuguo Hongo y Masana Izawa colocaron la especie dentro del género Podostroma.

## Extensión
Se pensaba que el hongo era nativo de la península de Corea y Japón, pero ha habido descubrimientos recientes de la especie en Java, Nueva Guinea y el norte de Australia.

## Descripción
Los conidióforos son de hasta 400 μm de alto y aproximadamente 2 a 4 μm de ancho en el eje general de la hifa. Las fiálides están dispuestas en mechones con ángulos estrechos en la parte superior, de manera similar a las hifas ramificadas que se encuentran en las especies de Trichoderma. El conidio es aproximadamente esférico con una base truncada en cada espora, de color verde pálido, y midiendo entre 2,5 y 3,5 μm de diámetro. Sus superficies son casi lisas, pero a veces aparecen muy levemente rugosas en microscopía óptica.

## Toxicidad
Se han reportado varios envenenamientos en Japón a causa del consumo de este hongo. En 1999, una persona de la prefectura de Niigata murió dos días después de consumir aproximadamente 1 gramo de cuerpo frutoso que había sido remojado en sake. En 2000, un individuo de la prefectura de Gunma murió después de comer la seta en una preparación frita. Los síntomas asociados con el consumo en estos casos incluyeron dolores de estómago, cambios en la percepción, disminución en el número de leucocitos y plaquetas, descamación dérmica en la cara, pérdida de cabello, y encogimiento del cerebelo, resultando en impedimento del habla y problemas con los movimientos voluntarios. En otro caso, una autopsia reveló disfunción multiorgánica, incluyendo insuficiencia renal aguda, necrosis hepática y coagulación intravascular diseminada. En un caso de envenenamiento, el paciente adoleció hemofagocitosis, además de leucocitopenia severa y trombocitopenia, siete días después de haber ingerido el hongo. Tratamientos como plasmaféresis y la administración de factor estimulante de colonia de granulocitos suelen usarse para tratar las anormalidades sanguíneas provocadas. Estos tratamientos, además de un gran volumen de administración de solución salina intravenosa (9 litros durante un periodo de 12 horas) han sido responsables para una recuperación exitosa.
Los síntomas de envenenamiento son similares a aquellos observados anteriormente con animales que habían consumido micotoxinas de tricoteceno. Investigadores japoneses detectaron la presencia de los tricotecenos macrocíclicos satratoxina H, satratoxina H 12′,13′-diacetato, satratoxina H 12′-acetato y satratoxina H 13′-acetato. Cuando se cultiva en cultivo líquido, el hongo produce además roridina E, verrucarina J y satratoxina H. Con la excepción de la verrucarina J, una dosis de 500 microgramos de cualquiera de estos compuestos, cuando se inyecta en el abdomen de ratones, provocará su muerte al día siguiente.